# 陈虞孙
陈虞孙（1904年—1994年1月8日），又名陈椿年，笔名张绍贤、仲亨。男，江苏江阴人，中国报刊编辑、杂文家，曾任上海市文史研究馆副馆长。

## 个人经历
1921到1927年在南京金陵大学学习，毕业后先后在江苏、厦门、天津、上海等地教书。
八一三事变后,参加抗日救亡活动。1938年9月加入中国共产党。在从事中共地下工作期间曾担任当时《浙江日报》的总编辑。
1946年1月进入《文汇报》任副总主笔。在1947年5月《文汇报》被国民党政府勒令停刊后，先后参与《评论报》、《文萃》等杂志的编辑出版工作。其后受命组织中共上海市委宣传委员会，并担任中共上海市委文委书记。
1949年5月，担任上海市军事管制委员会文管会秘书长。同年9月至1952年2月任《解放日报》副社长。
1952年3月任上海市文教委员会秘书长。
1953年3月至1957年6月任上海市文化局副局长。
1957年7月，在《文汇报》原总主笔徐铸成被打成“右派分子”而撤职之后，陈虞孙接任其职，此后直到1966年6月任《文汇报》副社长兼总编辑，历经大跃进、大饥荒、历次大批判直至文革，力图坚持文人办报的传统。
“文革”初起，先曾负责在《文汇报》发表姚文元的《评新编历史剧〈海瑞罢官〉》，但旋即被抛出，当作“牛鬼蛇神”、“《文汇报》的‘三家村’（陈虞孙、陆灏、全一毛）”而打倒。
文革后，1978年夏秋之交，陈虞孙在姜椿芳邀请和推荐下，担任中国大百科全书总编辑委员会委员，并负责中国大百科全书出版社上海分社工作，任中国大百科全书出版社上海分社社长。在此期间，他还兼任过上海市人民政府副秘书长，上海市新闻出版处副处长，上海市新闻出版印刷工会主席，上海市文史馆第一届至第六届副馆长，上海市对外文化协会副秘书长，《文汇报》顾问、上海市新闻工作者协会副主席、名誉主席等。
作为一位出色的杂文作家，其文章多已编入《访港散记》和《陈虞孙杂文随笔选》等著。
在反思其主持《文汇报》笔政的十年时，陈虞孙深悔曾经失去了独立思考精神，说：办报十年，也是失去脑袋的十年，脑袋长在别人头上，就成了“无头神”。